# Harley Jane Kozak
Harley Jane Kozak (sinh ngày 28 tháng 1 năm 1957) là một nữ diễn viên và nhà văn Mỹ.
Kozak sinh ra dưới tên Susan Jane Kozak tại Wilkes-Barre, Pennsylvania, là con gái của Dorothy (nhũ danh Taraldsen), một giáo viên âm nhạc trường đại học, và luật sư Aloysius Kozak. Bà lớn lên tại Nebraska và học Trường Đại học New York.
Kozak đóng vai chính trong các phim Parenthood, When Harry Met Sally..., Arachnophobia, All I Want for Christmas và soap opera Texas (từ 1981 đến 1982), Guiding Light (từ 1983 đến 1985) và Santa Barbara (từ 1985 đến 1987 và một lần nữa trong năm 1989). Kozak đã được chọn để đóng vai Karen Sammler trong show truyền hình Once and Again nhưng phải hủy bỏ vì mang thai đứa con đầu. Vai này sau đấy do Susanna Thompson diễn.
Kozak đã sáng tác hai tiểu thuyết Dating Dead Men (2004) và Dating Is Murder: A Novel (2005). Cả hai tác phẩm đếu được xuất bản bởi Doubleday, một nhà xuất bản thuộc tập đoàn Random House. Dating Dead Men nhận Giải Agatha cho tiểu thuyết đầu tiên hay nhất năm 2004.
Kozak hiện sống tại Topanga Canyon, California.